# Libre Bardin
Pour les articles homonymes, voir Bardin.
Libre Bardin est un homme politique français né le 18 novembre 1794 à Montargis (Loiret) et mort le 20 décembre 1867 à Paris.

## Biographie
Après avoir servi dans l'artillerie, il devient professeur à l'école d'application de l'artillerie de Metz. Conseiller municipal, il y fonde des cours gratuits de sciences. Il démissionne et prend la direction, à Paris, d'une école libre des Arts et Métiers.
Il est député de la Moselle de 1848 à 1849, siégeant avec les républicains modérés. Il devient ensuite répétiteur à l'école Polytechnique où il enseigne la topographie.